# يولاندا آدامز
يولاندا آدامز (بالإنجليزية: Yolanda Adams)‏ هي مغنية ومغنية مؤلفة وملحنة وموسيقية وممثلة أمريكية، ولدت في 27 أغسطس 1961 بهيوستن في الولايات المتحدة.

## وصلات خارجية
- يولاندا آدامز على موقع IMDb (الإنجليزية)
- يولاندا آدامز على موقع ألو سيني (الفرنسية)
- يولاندا آدامز على موقع ميوزك برينز (الإنجليزية)
- يولاندا آدامز على موقع أول موفي (الإنجليزية)
- يولاندا آدامز على موقع قاعدة بيانات برودواي على الإنترنت (الإنجليزية)
- يولاندا آدامز على موقع إن إن دي بي (الإنجليزية)
- يولاندا آدامز على موقع أول ميوزيك (الإنجليزية)
- يولاندا آدامز على موقع ديسكوغز (الإنجليزية)
- يولاندا آدامز على موقع قاعدة بيانات الفيلم (الإنجليزية)
- يولاندا آدامز على موقع كينوبويسك (الروسية)